# Departementen van Benin
Benin is onderverdeeld in twaalf departementen, die weer onderverdeeld zijn in in totaal 77 gemeenten. In 1999 werden de bestaande zes provincies gesplitst waardoor de huidige departementen zijn ontstaan:
| #  | Departement | Hoofdstad   | Opp. (km²) | Inw. (2002) | Kaart                   |
| -- | ----------- | ----------- | ---------- | ----------- | ----------------------- |
| 1  | Alibori *   | Kandi       | 25.683     | 521.093     | Departementen van Benin |
| 2  | Atacora     | Natitingou  | 20.459     | 549.417     | Departementen van Benin |
| 3  | Atlantique  | Ouidah      | 3.233      | 801.683     | Departementen van Benin |
| 4  | Borgou      | Parakou     | 25.310     | 724.171     | Departementen van Benin |
| 5  | Collines *  | Dassa-Zoumè | 13.561     | 535.923     | Departementen van Benin |
| 6  | Donga *     | Djougou     | 10.691     | 350.062     | Departementen van Benin |
| 7  | Couffo *    | Aplahoué    | 2.404      | 524.586     | Departementen van Benin |
| 8  | Littoral *  | Cotonou     | 79         | 665.100     | Departementen van Benin |
| 9  | Mono        | Lokossa     | 1.396      | 360.037     | Departementen van Benin |
| 10 | Ouémé       | Porto-Novo  | 2.835      | 730.772     | Departementen van Benin |
| 11 | Plateau *   | Pobè        | 1.865      | 407.116     | Departementen van Benin |
| 12 | Zou         | Abomey      | 5.106      | 599.954     | Departementen van Benin |

*Gevormd in 1999
De in 1999 gevormde departementen hadden tot 2016 nog geen officiële hoofdsteden. Pas in dat jaar werden officiële hoofdsteden (préfectures) aangeduid.